# Grijze buizerd
De grijze buizerd (Buteo plagiatus) is een roofvogel uit de familie der havikachtigen (Accipitridae).

## Kenmerken
Ze worden 46 tot 60 centimeter groot en hebben bleke grijze veren, een zwarte staart met drie witte banden en oranje poten.  Jonge vogels hebben donkerbruine veren bovenaan en een bruin gevlekte buik.

## Leefwijze
Ze leven van hagedissen en slangen, maar ook kleine zoogdieren, kikkers en vogels. Ze zitten vaak van op een hoge tak hun prooi te bespeuren en nemen dan een duikvlucht om ze te grijpen.

## Voortplanting
De vogels maken hun nest van takken hoog in de boom. Daarin leggen ze 1 tot 3 lichtblauwe eieren. Na 6 weken vliegen de jongen uit. Vogels die in het noorden leven, zullen in de winter meer naar het zuiden trekken om te overwinteren en te broeden.  Vrouwtjes broeden de eieren zo'n 33 dagen uit. Ondertussen zorgt het mannetje voor voer voor het vrouwtje.

## Verspreiding en leefgebied
Deze soort komt voor van het zuidwesten van de Verenigde Staten tot noordwestelijk Costa Rica. Deze buizerd is een veel geziene roofvogel in open landschap langs bossen, rivieren en savannen.

## Status
De grootte van de populatie is in 2019 geschat op twee miljoen volwassen vogels. Op de Rode lijst van de IUCN heeft deze soort de status niet bedreigd.